# 디하이드로에피안드로스테론
디하이드로에피안드로스테론(영어: dehydroepiandrosterone, DHEA)는 부신, 생식샘, 뇌에서 분비되는 스테로이드 호르몬이다. DHEA는 부신과 다른 조직에 있는 안드로겐과 에스트로겐 성호르몬의 생합성에세 대사 중간생성물으로 기능한다. 하지만 DHEA는 다양한 잠재적 생물학적 효과를 가지고 있는데, 핵 수용체와 세포 표면 수용체 배열을 결속시키거나 신경 스테로이드와 뉴로트로핀 수용체의 조절체(modulator)로 역할한다.